# Dunfermline and West Fife (circonscription du Parlement britannique)
Circonscription parlementaire de la Chambre des communes
Dunfermline and West Fife est une circonscription électorale britannique située en Écosse.

## Liste des députés
| Élection | Élection | MP              | Parti               |
| -------- | -------- | --------------- | ------------------- |
|          | 2005     | Rachel Squire   | Parti travailliste  |
|          | 2006     | Willie Rennie   | Libéraux-démocrates |
|          | 2010     | Thomas Docherty | Parti travailliste  |
|          | 2015     | Douglas Chapman | SNP                 |